# Empu Balik
Empu Balik is een bestuurslaag in het regentschap Aceh Tengah van de provincie Atjeh, Indonesië. Empu Balik telt 308 inwoners (volkstelling 2010).